# Berzé-la-Ville

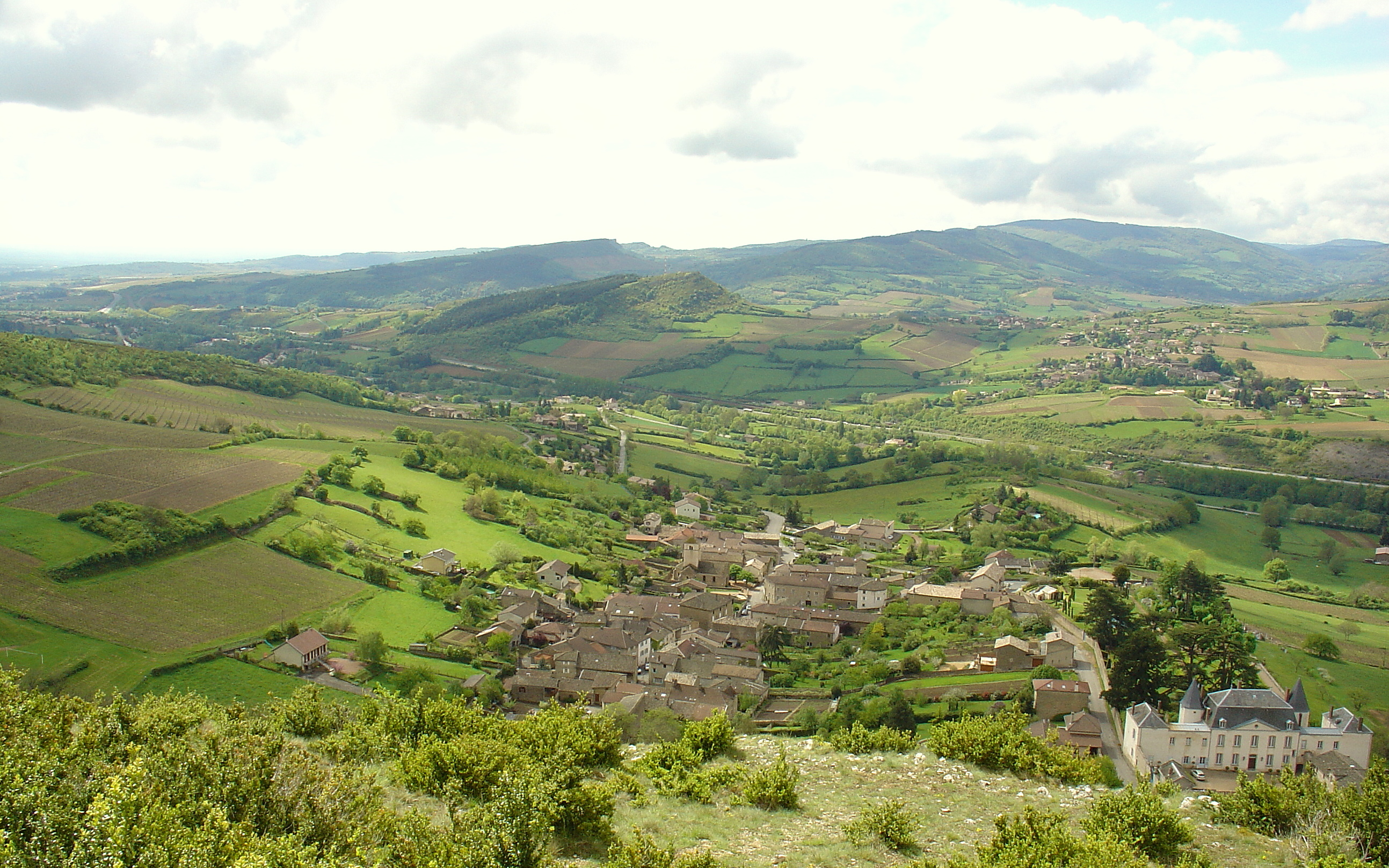
Widok na Berzé-la-Ville

Berzé-la-Ville – miejscowość i gmina we Francji, w regionie Burgundia-Franche-Comté, w departamencie Saona i Loara.
Według danych na rok 2007 gminę zamieszkiwało 513 osób, a gęstość zaludnienia wynosiła 93 osoby/km². Wśród 2044 gmin Burgundii Berzé-la-Ville plasuje się na 1206. miejscu pod względem powierzchni.